# ¿Música? Sí, claro
¿Música? Sí, claro fue el nombre de un espectáculo musical realizado por el conjunto argentino I Musicisti, el nombre del grupo antecesor a Les Luthiers.
El espectáculo fue estrenado el 17 de mayo de 1966 en la sala del Centro de Artes y Ciencias, de Buenos Aires.
El libro era obra de Marcos Mundstock, mientras que la música había sido compuesta por Gerardo Masana. La concepción del espectáculo estuvo a cargo de Jorge Schussheim.
La obra se representó ocho veces.
Los integrantes de I Musicisti eran:
- Daniel Durán,
- Horacio López,
- Guillermo Marín,
- Jorge Maronna,
- Gerardo Masana,
- Marcos Mundstock,
- Carlos Núñez Cortés,
- Raúl Puig,
- Daniel Rabinovich y
- Jorge Schussheim.

## Programa
El espectáculo estaba articulado sobre la base de las siguientes partes:
- «Prólogo»
- «Cantata Modatón» (más tarde conocida como «Cantata Laxatón»), cantata.
- «Atlantic 3,1416» (obertura trágica).
- «Septenta y quatro metrum sunt» (jingle místico).
- «El alegre cazador que volvía de su casa con un fuerte dolor acá» (scherzo concertante).
- «Epílogo»